# Distretto di Arancay
Il distretto di Arancay è uno degli undici distretti della provincia di Huamalíes, in Perù. Si trova nella regione di Huánuco e si estende su una superficie di 158.33 chilometri quadrati.